# Akron (Nowy Jork)
Akron – wieś w Stanach Zjednoczonych, w stanie Nowy Jork, w hrabstwie Erie.